# La Chapelle-d'Aunainville
La Chapelle-d'Aunainville è un comune francese di 284 abitanti situato nel dipartimento dell'Eure-et-Loir nella regione del Centro-Valle della Loira.

## Società

### Evoluzione demografica
Abitanti censiti